# František Šimůnek (letec)

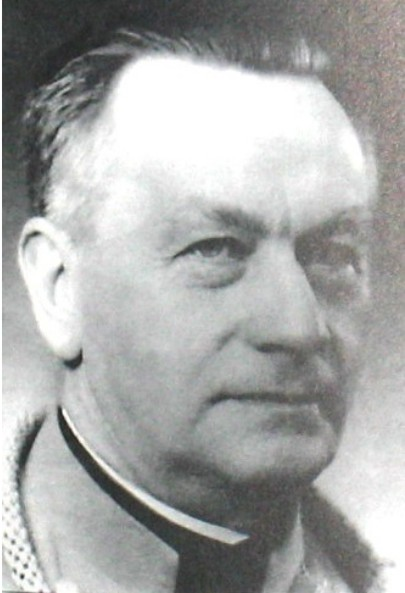
PhDr. Augustin Pechlát

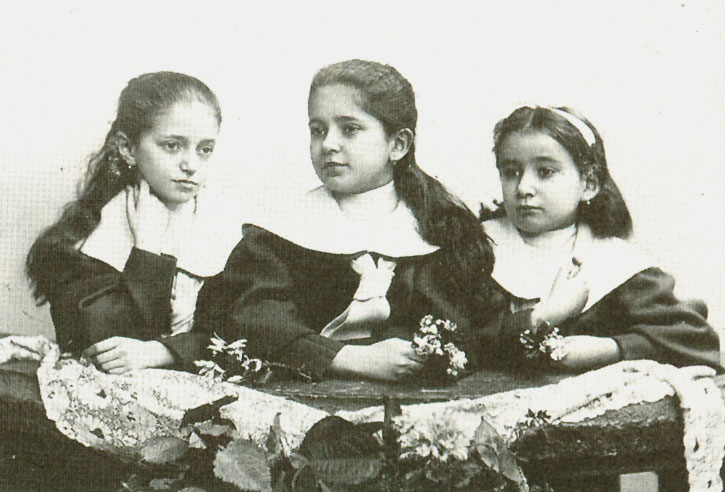
Kafkovy sestry: Valli, Elli a Ottla

František Šimůnek (19. května 1878, Kozmice – 1966) byl jeden z průkopníků českého letectví ještě v době před první světovou válkou.

## Život
František Šimůnek se narodil 19. května 1878 v Kozmicích. V roce 1903 vlastnil a provozoval v Praze–Nuslích (jako tehdy jediný) zámečnickou dílnu (zde si realizoval svoji zálibu v motorech) a zároveň byl i majitelem několika kusů motorek a automobilů různých značek. Zpráva ze dne 25. července 1909 o 37 minut trvajícím přeletu Louise Blériota přes kanál La Manche v průměrné výšce 100 metrů v motorovém letounu Blériot XI poháněném benzínem Shell Spirit silně inspirovala Františka Šimůnka z Nuslí. Příležitost k pečlivé prohlídce Bléritova letadla se Šimůnkovi naskytla záhy a to v listopadu 1909, kdy se v Praze konala výstava a představení Blériotova létajícího stroje. Několik měsíců poté, na automobilové výstavě v Praze v březnu 1910, předvedl Šimůnek pražské technické veřejnosti aeroplán vlastní konstrukce. Nejprve pokusně létal (první pokusy o let byly vlastně jen jakési dlouhé plavné skoky) na poli vedle tzv. nuselské rasovny, později získal souhlas majitele polností, přesunul se na pláň u pankráckého hřbitova, kde si postavil i tolik potřebný hangár. Snaha používat ke konstrukci letadla jen české komponenty jej přivedla k osazení letadla motorem české výroby značky Trojan a Nágl z Kolína, ale motor nebyl z hlediska slabého výkonu k tomuto účelu vhodný. Dne 19. července 1912 (na borském vojenském cvičišti) složil František Šimůnek praktickou zkoušku v pilotáži letadla systému „Bleriot“ o výkonu 30/36 koňských sil a získal tak pilotní osvědčení.
Zkouška 12 minut – řízení létadla určitými směry s pevným bodem přistání a krajní hranicí letu, z provedení obratu a výškových změn. S bezpečností se daného úkolu zhostil – není se stanoviska technického a bezpečnostního žádné námitky proti připuštění provádění veřejných letů jmenovaným, kterýž na základě dnešní zkoušky prohlašuje se pilotem pro aeroplány s motorem výbušným.
V Plzni 19. 7. 1912 – c. k. zkušební komisař Dr. Leopold Procházka, v. r., c. k. strojní inž., 
Na leteckém dni (konaném na pankrácké pláni a uspořádaném Františkem Šimůnkem) dne 1. září 1912 představil konstruktér svoje letadlo s nově osazeným motorem italské výroby značky „Anzani“.
... Náš nadějný aviatik nařídil, aby aeroplán byl o čtvrt na pět na letiště vypraven, při čemž trubačský sbor Sokola nuselského výkon ten doprovázel svou hudbou. V pět hodin a pět minut ránou z hmoždíře dáno znamení, že pilot určitě vzlétne. V pět hodin a devět minut spuštěn motor aeroplánu a v několika vteřinách na to již s jistotou vznáší se aeroplán za nadšených pozdravů obecenstva směrem k Horní Krči a již krouží v nádherném letu směrem k Dolní Krči, odkud obrací pilot letadlo k restauraci Na Zelené lišce a ku hřbitovu pankráckému, tento míjí a zabočuje ve výši přes padesát metrů nad rokliny Bráníka, aby pak dal se vidět i obecenstvu neplatícímu. Pak obrací letadlo mistrovně znovu směrem k letišti a již vznáší se přes střechy domů a zpět ku hangáru a po pěti minutách bezvadně před svým hangárem přistává ...
reportáž z leteckého dne slovy dobového novináře, 
Ve svých 34 letech si tak František Šimůnek splnil svůj osobní životní sen: složil pilotní zkoušku a zkonstruoval vlastní letuschopný aeroplán. Vedle silnice Týnec nad Sázavou – Podělusy zakoupil František Šimůnek v roce 1932 dvojici pozemků (jeden od manželů Vrňákových, druhý pak jen úzký pruh z pole mlynáře Kulíka, který sloužil vlastně jenom jako cesta z pozemku u silnice k řece). V té době mu bylo 54 let, byl dosti zámožným živnostníkem, který kromě zámečnické dílny provozoval i taxislužbu a v Praze na Pankráci vlastnil menší obytný dům. V krátké době na zakoupených pozemcích postavil malý domek číslo popisné 23 a později k domku přistavil i malou dílnu.  Ve 30. letech 20. století patřil František Šimůnek mezi nadšené členy nuselského Sokola, byl velký národovec a přivedl do Podělus i některé své další kamarády:
- V sousedství Šimůnka měl např. vilku Augustin Pechlát[4] [p 1]
- Jedním ze sousedů Šimůnka byl i pražský český nežidovský advokát JUDr. Josef David (1891–1962), jenž měl za manželku sestru pražského německy píšícího židovského spisovatele Franze Kafky.[4] [p 2]

Před druhou světovou válkou se František Šimůnek rozhodl v Praze vše pronajmout, odstěhovat se do Podělus a žít s manželkou v poklidu ve svém domku čp. 23 na břehu řeky Sázavy. Zde v Podělusech prožil značnou část svého života. Místní lidé vzpomínají na jeho řemeslnou šikovnost všeuměla, protože v malé dílně u svého domku neustále něco opravoval a zlepšoval.  Po roce 1948 mu (jako bývalému živnostníkovi) komunistické úřady odmítly přiznat a vyměřit starobní důchod. Úsilí jeho energické manželky a zřeknutí se veškerého majetku v Praze i v Podělusích nakonec vedlo k tomu, že mu režim starobní důchod nakonec přiznal. František Šimůnek zemřel v roce 1966 ve věku 85 let.

Louis Blériot a jeho letadlo Blériot XI – Inspirace Františka Šimůnka
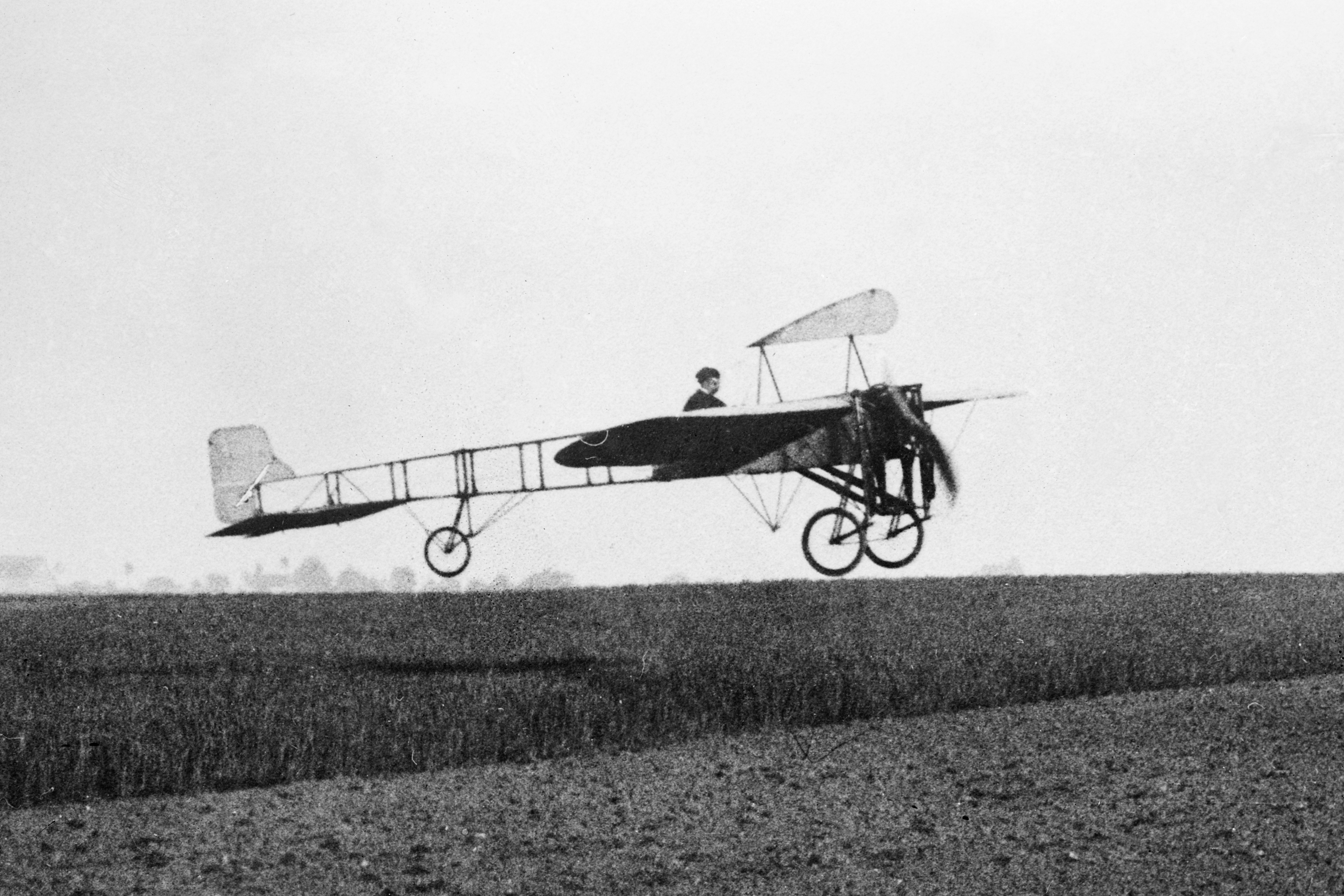
Louis Blériot ve svém letounu (1909)
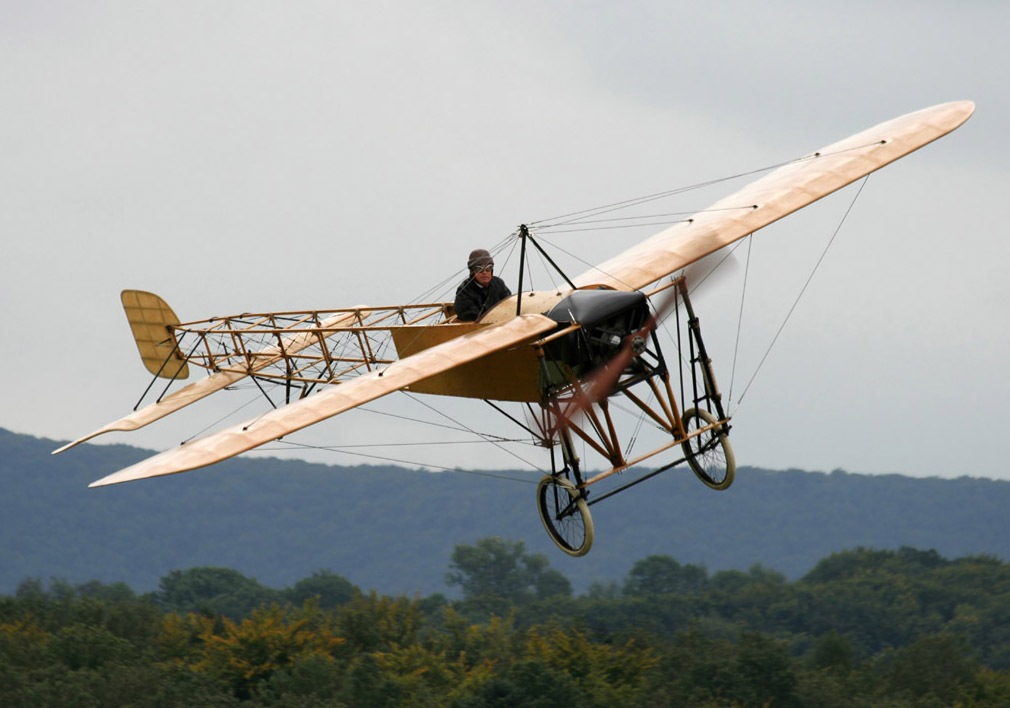
Thulin A - v licenci vyrobený Blériot XI
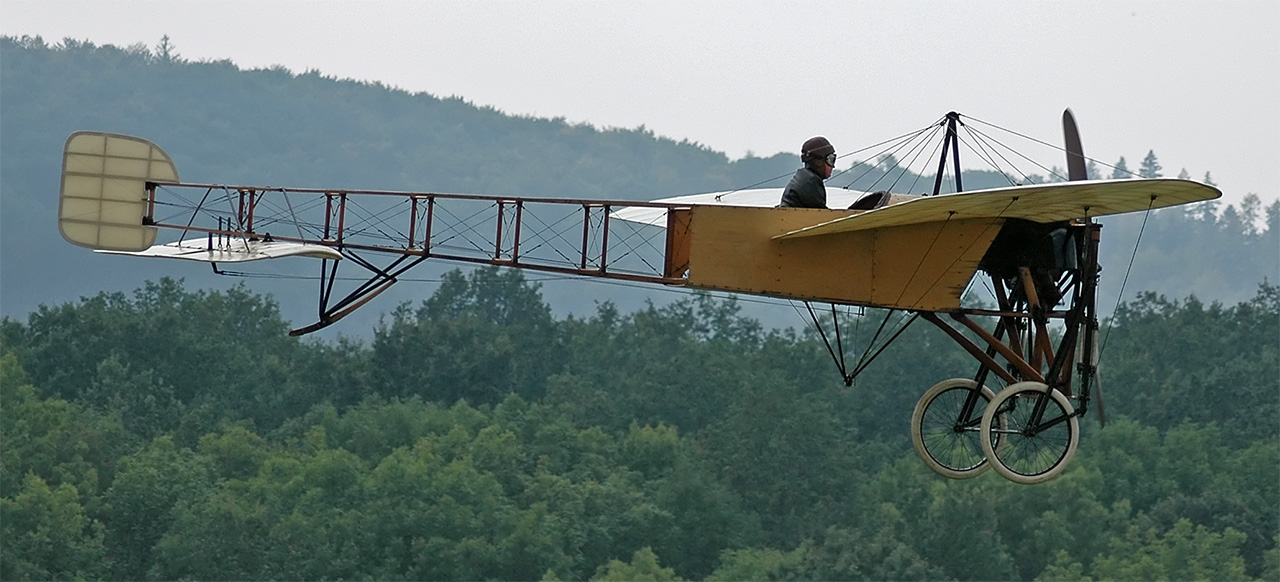
Blériot XI (sestaven v licenci AETA ve Švédsku mezi roky 1914 až 1918)
Třípohledový výkres aeroplánu Blériot XI